# David Larrubia Romano
David Larrubia Romano (Málaga, 20 de abril de 2002) es un futbolista español que juega en la demarcación de mediapunta o extremo derecho para el Málaga CF de la LALIGA Hypermotion. 

## Trayectoria
Nacido en Málaga, es un jugador formado en el Puerta Blanca y en el Roma Luz CF hasta que en 2012 recaló en La Academia del Málaga CF para jugar en categoría alevín. En las temporadas siguientes iría quemando etapas dentro de la cantera malaguista, hasta llegar a ser internacional sub-17 y sub-18 en las categorías inferiores con España.
En la temporada 2019-20, da el salto al Atlético Malagueño con el que debutaría frente al CP Almería el 8 de septiembre de 2019, en un encuentro de la Tercera División. 
Tras realizar la pretemporada en verano de 2020 con el primer equipo, el 13 de septiembre de 2020 el extremo derecho
```
debutaría con el primer equipo del 
Málaga CF
 en la Segunda División de España, en un encuentro que acabaría por dos goles a cero frente al 
CD Tenerife
.
[
1
]
```

Durante el resto de la temporada 2020-21, seguiría contando para el técnico Sergio Pellicer con el dorsal número 39 a la espalda y jugaría durante más partidos en la división de plata del fútbol español.
El 9 de noviembre de 2020, renueva su compromiso con el Málaga CF hasta el 30 de junio de 2023.

## Clubes
| Club               | País   | Año         | Partidos | Goles |
| ------------------ | ------ | ----------- | -------- | ----- |
| Atlético Malagueño | España | 2020 - 2022 | 5        | 0     |
| Málaga CF          | España | 2020 - 2023 | 4        | 0     |
| AD Mérida (cedido) | España | 2022 - 2023 | 16       | 2     |
| Málaga C.F.        | España | 2023- Act   |          |       |